# 新潟中央銀行
株式会社 新潟中央銀行（にいがたちゅうおうぎんこう、英称：The Niigata Chuo Bank,Limited）は、かつて新潟県に存在した第二地方銀行である。1999年（平成11年）10月2日に経営破綻した。

## 概要
新潟相互銀行の普通銀行転換に伴い、1989年（平成元年）2月1日に発足。本店は新潟県新潟市（現・中央区）上大川前通七番町1176番地にあった。
1999年（平成11年）10月2日に経営破綻。経営破綻後に、第四銀行・大光銀行などの地方銀行に店舗の営業が移管された。
相互銀行時代は行章に「ゆきつばき」を用いており、「ゆきつばきの銀行」とコマーシャルに使用。
普銀転換時には商号を「新潟銀行」としたかったとされているが、第四銀行も新潟県外の顧客からは「新潟銀行」と呼ばれているなどしたため、県外の顧客が混同することを避けるために、相互銀行からの転換時に「新潟中央銀行」という名称にした。なお、当時の公式サイトのドメインは「niigatabank.co.jp」としていた。
マスコットキャラクターはトムとジェリーを採用していた。
福岡中央銀行・静岡中央銀行・山梨中央銀行と共に、民営の銀行の中で「中央」の名称が使用されている、日本国内では数少ない銀行のうちの1行であった。

## 沿革
| 年   | 月 | |
| ---- | -- | --- |
| 1942 | 10 | 新潟無尽株式会社として設立される。                                                                               |
| 1951 | 10 | 相互銀行法の制定により、株式会社新潟相互銀行に商号を変更する。                                                   |
| 1959 | 8  | 新潟相互銀行本社屋を新築移転する。                                                                               |
| 1967 | 3  | 新潟県内の金融機関にさきがけて電子計算機を導入する。                                                             |
| 1973 | 10 | 第一次オンライン化が完了する。                                                                                   |
| 1974 | 2  | 東京証券取引所市場第1部に指定替えする。                                                                          |
| 1981 | 5  | KDC（関東データセンター）オンラインシステムへ移行する。                                                          |
| 1989 | 2  | 普通銀行へ転換し、新潟相互銀行から「新潟中央銀行」に商号を変更する。相互銀行から転換したことを記念してCIを制定。 |
| 1989 | 12 | 転換社債として1億スイスフランを発行する。                                                                        |
| 1990 | 8  | 地上10階建て、地下1階建ての本店新社屋が完成する。                                                                |
| 1999 | 10 | 金融整理管財人による、業務及び財産の管理を命ずる処分を受ける。                                                   |

## バブル崩壊と経営破綻

### 不動産バブル期
相互銀行から普通銀行に転換した時期を境に、特に5代目頭取の大森龍太郎率いる上層部の同族経営かつワンマン経営による乱脈融資が行内で深刻化した。なかでも、バブル経済末期から平成不況へと変遷した1990年代前半から末期の1997年にかけて採算性を考慮せず、全国各地にゴルフ場や遊園地を次々と開設したことが後に大痛手となる。この間に笹神ケイマンゴルフ場、東軽井沢ゴルフクラブ、富士中央ゴルフ倶楽部のほか、
ゴールデンリング構想と言われた遊園地の新潟ロシア村・柏崎トルコ文化村・富士ガリバー王国を開業していた。いずれの施設もファミリー企業のように実質支配下としていた各デベロッパー会社へ、多額の融資を行い開業させたものであった。これらのほかにも、建設業やリゾート開発など不動産関連業種の融資に偏重して不良債権を急増させている。

### 経営破綻
バブル崩壊後の1999年6月、金融再生委員会は新潟中央銀行が自己資本不足に陥ると判断、早期是正措置を発動するに至った。銀行内では同年9月までに約200億円の第三者割当増資を計画するも、公式に支援に名乗りを上げ主力割当先と期待された英会話教室チェーンNOVAをはじめとする各社が先行きを懸念して引き受けを拒否する事態が発生。
1999年9月下旬以降預金流出が加速した。10月1日には自己資金不足による債務超過から、銀行間内国為替業務における為替決済取引上の債務不履行が発生。日銀は債務不履行分を立替払いして処置し結了するが、これにより経営陣は自主経営を断念することになった。10月2日、経営陣が金融再生法に基づく破綻処理を申請、金融再生委員会は破綻処理を認めて経営破綻した。日本において預金取扱金融機関が銀行間の内国為替決済システムで決済資金に支障を発生させたのは、新潟中央銀行のケースが平成では最初であった。日銀が立替払いした金銭は後に日銀特融へ振替えとなっている。
この年は第二地方銀行の経営破綻が相次ぎ、当行で5行目で、当行と国民銀行、幸福銀行、東京相和銀行は同族経営だった。

### 破綻処理
2000年（平成12年）12月21日までに金融整理管財人は第四銀行（現：第四北越銀行）・大光銀行（第二地方銀行）・群馬銀行・東和銀行・八十二銀行・東日本銀行の間で営業譲渡契約を締結、2001年（平成13年）5月11日までに新潟中央銀行としての営業を終了させ、5月14日付けで店舗網と預金・正常債権が分離された上で各受皿銀行へ譲渡・承継された。
店舗は、新潟県内の79店舗のうち13店は大光銀行へ、直江津支店と長野県内は八十二銀行に、群馬県内は群馬銀行、埼玉の大宮と与野、都内の新宿と上野は東日本銀行がそれぞれ経営譲渡となり、県外の店舗は殆どが受皿行の既存店へ吸収された。
旧経営陣は親密先企業に対して複数の不正融資を行い銀行に損害を与えており、1998年から1999年5月頃にかけては富士中央ゴルフ倶楽部の運営会社に行った約30億円の融資案件について迂回融資の手法で杜撰な審査に基づき損害を与えたとして管財人から旧商法の特別背任容疑で告発・立件、2001年（平成13年）1月に逮捕・起訴された。
その内、大森元頭取については、2003年（平成15年）の一審で有罪判決を受け、後に確定し収監された。また、同時に整理回収機構（RCC）が行った旧経営陣への、31億6000万円の損害賠償の訴訟については、大森元頭取ら一部で和解が成立している。
破綻の一因となった融資先のテーマパークは同行破綻後程無くして閉園され、一部は短期間地域で活用されたものの再利用の目処が立たず廃墟状態となった。
ゴルフ場については同行解散までに破産管財人が経営権を売却のうえ、存続した施設がある。
2004年（平成16年）11月29日、事実上最後の頭取であった大森龍太郎が刑務所内で体調を崩し、搬送先の病院で腸閉塞のため死去した。
2001年（平成13年）6月30日付で会社は解散したが、その後も清算事務は続き、2006年（平成18年）10月26日の清算臨時株主総会にて清算が決議された。翌11月閉鎖登記手続が行われ、法人格が消滅。結了時の代表清算人は吉川輝夫が務めた。